# Гуњавци
Гуњавци (до 1991. године Гуњевци) су насељено место у саставу општине Решетари у Бродско-посавској жупанији, Република Хрватска.

## Историја
До територијалне реорганизације у Хрватској налазили су се у саставу старе општине Нова Градишка.

## Становништво
На попису становништва 2011. године, Гуњавци су имали 424 становника.

## Попис1991.
На попису становништва 1991. године, насељено место Гуњевци је имало 521 становника, следећег националног састава:
| Попис 1991.‍ | Попис 1991.‍ | Попис 1991.‍ | Попис 1991.‍ | Попис 1991.‍ |
| ----------- | ----------- | ----------- | ----------- | ----------- |
|             |             |             |             |             |
| Хрвати      | Хрвати      |             | 503         | 96,54%      |
| Срби        | Срби        |             | 3           | 0,57%       |
| Мађари      | Мађари      |             | 1           | 0,19%       |
| непознато   | непознато   |             | 14          | 2,68%       |
| укупно: 521 |             |             |             |             |